# 布盧明代爾 (印第安納州)
布盧明代爾（英語：Bloomingdale）是一個位於美國印地安納州帕克縣的城鎮。

## 人口
根據2010年美國人口普查的數據，布盧明代爾的面積為1.51平方千米，當中陸地面積為1.51平方千米，而水域面積為0.00平方千米。當地共有人口335人，而人口密度為每平方千米222人。